# دوروتا هورزونک-یوکیل
دوروتا هورزونک-یوکیل (لهستانی: Dorota Horzonek-Jokiel; ۳ فوریهٔ ۱۹۳۴ – ۲۶ مهٔ ۱۹۹۲) ژیمناست هنری اهل لهستان بود.